# W. Jens Zeller

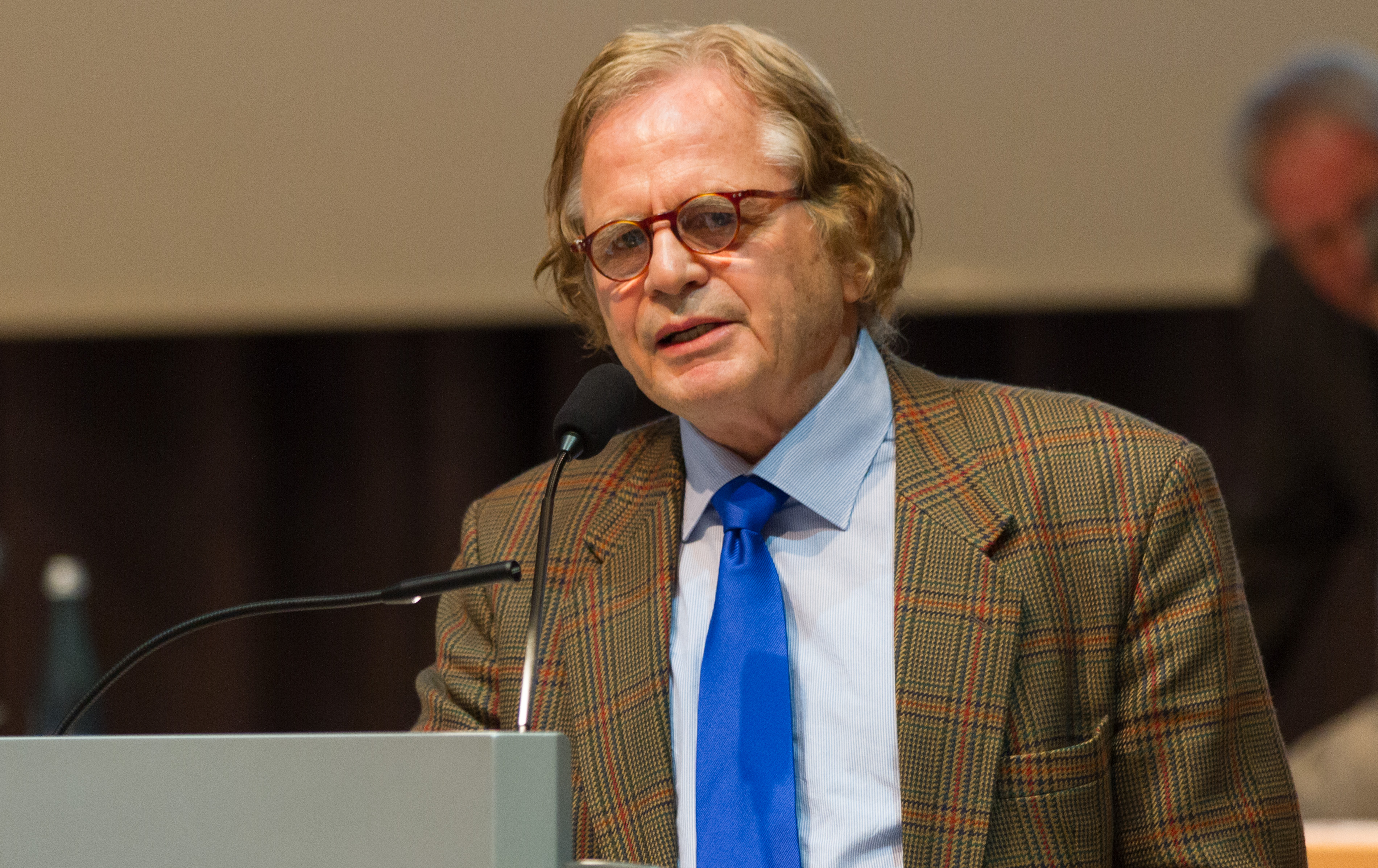
Zeller auf dem Landesparteitag der AfD Baden-Württemberg 2015

Walter Jens Zeller (* 2. März 1944 in Riesa) ist ein deutscher Mediziner.
Zeller studierte von 1962 bis 1970 Medizin und wurde 1971 an der Universität Frankfurt am Main promoviert. Von 1970 bis zu seiner Pensionierung 2009 war er als Wissenschaftler am Deutschen Krebsforschungszentrum (DKFZ) in Heidelberg tätig. 1981 wurde er an der Ruprecht-Karls-Universität Heidelberg habilitiert. 1985 erlangte er den Titel eines Facharztes für Pharmakologie und Toxikologie. Seit 1990 ist er außerplanmäßiger Professor an der Universität Heidelberg. Er ist Mitautor von über 170 Veröffentlichungen in wissenschaftlichen Zeitschriften und Mitherausgeber von Fachbüchern.
Zeller trat zur Bundestagswahl 2013 als Direktkandidat der Alternative für Deutschland im Bundestagswahlkreis Heidelberg an und stand auf Platz 11 der Landesliste Baden-Württemberg. Er war einer der beiden Vorstandssprecher des Landesverbands Baden-Württemberg der AfD.
Auf dem Bundesparteitag der AfD in Essen bewarb sich Zeller am 4. Juli 2015 mit einer von starker Kritik an den USA geprägten Rede um das Amt des 1. Sprechers, konnte jedoch nur 1,5 Prozent der Stimmen gewinnen.
Bei der Bundestagswahl 2017 erhielt er auf Landeslistenplatz 13 kein Mandat für den Bundestag.
Zeller lebt in Dossenheim und ist verheiratet.

## Schriften (Auswahl)
- Verträglichkeit von hormonalen Ovulationshemmern bei Diabetes mellitus. 1971 (Dissertation, Universität Frankfurt am Main, 1971).
- Vergleichende chemotherapeutische Untersuchungen an Transplantationsleukämien und an autochthonen Leukämien der Ratte. 1980 (Habilitationsschrift, Universität Heidelberg, 1982).
- mit Harald zur Hausen (Hrsg.): Onkologie: Grundlagen, Diagnostik, Therapie, Entwicklungen. Ecomed Medizin, Lansberg 1995 ff., ISBN 978-3-609-76300-2 (Loseblattsammlung).